# Ruppellia robusta
Ruppellia robusta är en tvåvingeart som beskrevs av Krober 1929. Ruppellia robusta ingår i släktet Ruppellia och familjen stilettflugor.
Artens utbredningsområde är Sudan. Inga underarter finns listade i Catalogue of Life.